# Gregory Winter
Gregory Paul "Greg" Winter, CBE, FRS (Leicester, 14 de abril de 1951) é um bioquímico britânico.
Foi distinguido com o Prémio Nobel da Química de 2018 pela análise de peptídeos e anticorpos.

## Obras
- "Future of antibody therapeutics" Nature Biotechnology, Volume:29, (2011)